# Skip&Die
Skip&Die is een band die elektronische muziek maakt. De band ontstond in Amsterdam toen de Zuidafrikaanse zangeres/beeldend kunstenares Catarina Aimée Dahms (ook bekend als Cata.Pirata) de Nederlandse muzikant/producer Jori Collignon leerde kennen. Skip&Die mengt verschillende muziekstijlen, waaronder hiphop, elektronische muziek, rock, funk carioca, cumbia en popmuziek.
In 2012 verscheen het debuutalbum Riots in the Jungle dat ontstond na een verblijf van Cata.Pirata en Collignon in Zuid-Afrika, waar ze samenwerkten met lokale muzikanten. De nummers worden gezongen in het Engels, Afrikaans, Xhosa, Zoeloe, Spaans en Portugees. Nog voor het album verscheen, speelde de band reeds op Lowlands.
In 2015 verscheen het tweede album Cosmic Serpents.

## Discografie
- Riots in the Jungle (2012 Crammed Discs)
- Cosmic Serpents (2015 Crammed Discs)